# الردة (صحم)
الردة منطقة سكنية تقع في ولاية صحم، التابعة لمحافظة شمال الباطنة في سلطنة عمان.و يسكنها قبيلة البريكي  يقدر عدد سكانها بـ 4497 نسمة حسب إحصاء عام 2010 التابع للمركز الوطني للإحصاء والمعلومات الحكومي. رمز المنطقة هو 60420100.

## الوصلات الخارجية
- المركز الوطني للإحصاء والمعلومات، سلطنة عمان